# Henry Medarious
Henry Medarious (* 20. September 1998 in Accra) ist ein ghanaischer Fußballspieler, der vorwiegend als Stürmer und Rechtsaußen eingesetzt wird. Seit 2015 kommt er in der Profimannschaft des SC Covilhã mit Spielbetrieb in der zweitklassigen portugiesischen Segunda Liga zum Einsatz, spielt nebenbei jedoch weiterhin in der Jugendabteilung, sowie der zweiten Kampfmannschaft des Vereins.

## Karriere
Medarious spielte in Madina für den lokalen Klub Lazio FC. Er war Teil der ghanaischen U-17-Nationalelf, die 2014 ein Vier-Nationen-Turnier in Namibia gewann und trug zwei Treffer zum 6:4-Erfolg in der letzten Qualifikationsrunde für die U-17-Afrikameisterschaft 2015 gegen Kamerun bei. Wegen des Einsatzes eines nicht spielberechtigten Akteurs wurde das Team aber wenig später disqualifiziert. Anfang 2015 wurde er zudem in ein Trainingslager der ghanaischen U-20-Auswahl eingeladen.
Ende August 2015 gab der portugiesischen Zweitligist SC Covilhã die Verpflichtung des damals 17-jährigen Ghanaers bekannt. Beim Klub aus der Stadt Covilhã am südlichen Rand des Nationalparks der Serra da Estrela wurde er nicht nur in den Profi- und Amateurkader geholt, sondern war parallel dazu auch für die Nachwuchsabteilung spielberechtigt. In der Saison 2015/16 ist er mit 16 Jahren und 358 Tagen vor Torhüter Léo (17 Jahre und zwei Tage) und hinter Torwart Rogério Santos (16 Jahre, acht Monate und drei Tage) der zweitjüngste eingesetzte Spieler der gesamten Liga. Sein Debüt gab er dabei am 12. September 2015 in der sechsten Runde bei einem 1:1-Heimremis gegen den SC Farense, als er in der 57. Spielminute für den kongolesischstämmigen Franzosen Elton Boketsu eingewechselt wurde.
In weiterer Folge kam er vorwiegend in der zweiten Kampfmannschaft zum Einsatz, für die er in seinen ersten drei Ligaeinsätzen bereits sieben Tore erzielte, darunter zwei Hattricks. Aufgrund der frühen Erfolge mit den Amateuren holte ihn Francisco Chaló vor allem ab November 2015 als fixen Ersatzspieler in den Profikader und regelmäßig zu Kurzeinsätzen in der Meisterschaft brachte. Bis dato (Stand: 7. März 2016) kam der gebürtige Ghanaer in fünf Profiligaspielen zum Einsatz, in denen er bislang noch torlos blieb. Für die B-Mannschaft mit Spielbetrieb in der 20-gleisigen portugiesischen Viertklassigkeit brachte er es bisher (Stand: 7. März 2016) in fünf Meisterschaftspartien auf neun Tore.